# ماكس كريسويل
ماكس كريسويل (بالإنجليزية: Max Cresswell)‏ هو فيلسوف نيوزلندي، ولد في 19 نوفمبر 1939 في ويلينغتون في نيوزيلندا.